# Benitha Mukandayisenga
Benitha Mukandayisenga, née le 5 mars 1994, est une joueuse rwandaise de volley-ball et de beach-volley.

## Carrière

### Volley-ball
Elle évolue au St Aloys de Rwamagana puis signe en décembre 2017 à l'APR VC. Après avoir été sacrée championne du Rwanda 2019 avec un titre de meilleure joueuse de la saison, elle rejoint en septembre 2019 le club albanais du Partizani Tirana ; elle est la première joueuse de volley-ball rwandaise à signer un contrat à l'étranger.
Elle a joué en équipe du Rwanda des moins de 17 ans, des moins de 20 ans puis en équipe du Rwanda senior.

### Beach-volley
Elle est médaillée de bronze aux Championnats d'Afrique de beach-volley 2019 à Abuja avec Charlotte Nzayisenga.